# Возвращение дона Камилло
«Возвращение дона Камилло» (итал. Il ritorno di Don Camillo, фр. Le Retour de don Camillo) — кинофильм режиссёра Жюльена Дювивье, вышедший на экраны в 1953 году. Экранизация произведений Джованнино Гуарески. Второй из серии фильмов о похождениях дона Камилло, сыгранного Фернанделем.

## Сюжет
Фильм начинается ровно с того момента, на котором закончилась предыдущая серия. Дон Камилло, вынужденный покинуть родной посёлок, прибывает на новое место работы — в глухую горную деревушку. Ему очень тяжело смириться с отсутствием каких-либо событий, а местные жители, в свою очередь, не принимают слишком «буйного» кюре. Тем временем в посёлке развивается конфликт между мэром-коммунистом Пеппоне и землевладельцами, не позволяющими сделать на их земле дамбу, чтобы обезопасить селение от наводнений. Пеппоне приходится пожалеть об отсутствии своего давнего противника дона Камилло, который в данной ситуации поддержал бы его. Чтобы вернуть священника на прежнее место, он вновь обращается с просьбой к епископу...

## В ролях
- Фернандель — дон Камилло
- Джино Черви — Джузеппе Боттацци по прозвищу Пеппоне
- Эдуар Дельмон — доктор Спилетти
- Паоло Стоппа — Маркетти
- Александр Риньо — Неро Галлини
- Томи Бурдель — Каньола
- Леда Глория — сеньора Боттацци
- Саро Урдзи — Бруско
- Шарль Висьер — епископ
- Артуро Брагалья — дорожник
- Марко Тулли — Ло Смилдзо
- Леа ди Лео — учительница
- Миранда Кампа — синьора Спилетти